# Coreno Ausonio
Coreno Ausonio es una localidad italiana de la provincia de Frosinone, región de Lazio, con 1.692 habitantes.

## Evolución demográfica
| Gráfica de evolución demográfica de Coreno Ausonio entre 1861 y 2001 |
|                                                                      |
| Fuente ISTAT - elaboración gráfica de Wikipedia                      |